# Bệnh lây qua không khí

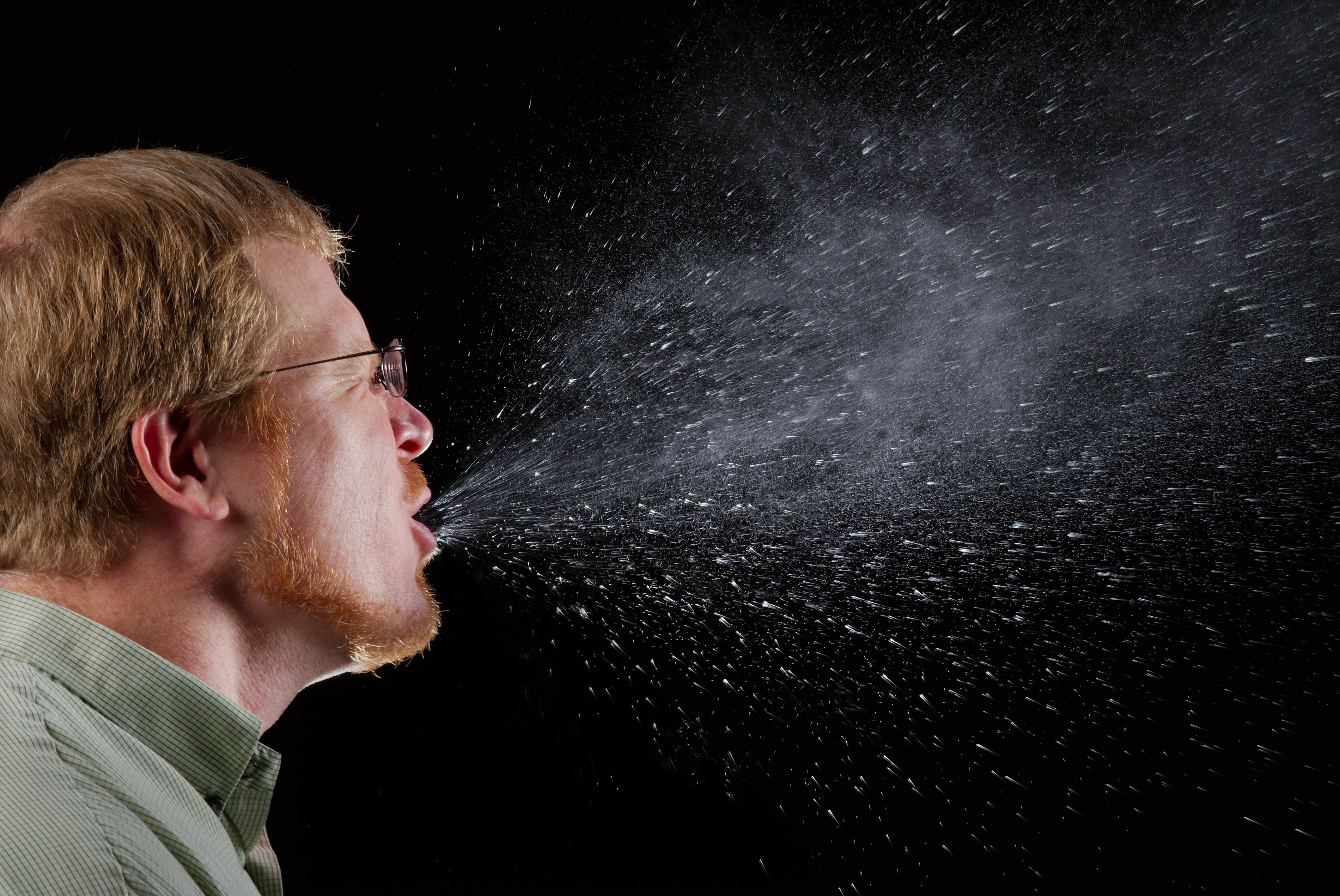
Các bệnh lây qua không khí có thể lây lan qua các giọt hô hấp bị tống ra khỏi miệng và mũi.

Bệnh lây qua không khí là bất kỳ căn bệnh nào gây ra bởi mầm bệnh có thể truyền qua không khí. Những bệnh như vậy bao gồm nhiều tầm quan trọng đáng kể cả trong người và thú y. Các mầm bệnh có liên quan có thể là virus, vi khuẩn hoặc nấm và chúng có thể lây lan qua hơi thở, nói chuyện, ho, hắt hơi, tăng bụi, phun chất lỏng, xả nước trong nhà vệ sinh hoặc bất kỳ hoạt động nào tạo ra các hạt hoặc giọt aerosol. Các bệnh trong không khí ở người không bao gồm các điều kiện gây ra bởi ô nhiễm không khí như Hợp chất hữu cơ dễ bay hơi (VOC), khí và bất kỳ hạt trong không khí nào, mặc dù nghiên cứu và phòng ngừa của họ có thể giúp thông báo cho khoa học về truyền bệnh qua đường không khí.

## Tổng quan
Các bệnh lây qua không khí bao gồm bất kỳ bệnh nào được gây ra thông qua truyền qua không khí. Nhiều bệnh trong không khí có tầm quan trọng y tế lớn. Các mầm bệnh truyền đi có thể là bất kỳ loại vi khuẩn nào và chúng có thể lây lan trong các sol khí, bụi hoặc chất lỏng. Các sol khí có thể được tạo ra từ các nguồn lây nhiễm như dịch tiết cơ thể của động vật hoặc người bị nhiễm bệnh hoặc chất thải sinh học như tích tụ trong hầm, hang, rác và những thứ tương tự. Các aerosol bị nhiễm bệnh như vậy có thể lơ lửng trong dòng không khí đủ lâu để di chuyển đến khoảng cách đáng kể, mặc dù tốc độ lây nhiễm giảm mạnh với khoảng cách giữa nguồn và sinh vật bị nhiễm bệnh.
Các mầm bệnh hoặc chất gây dị ứng trong không khí thường gây viêm mũi, họng, xoang và phổi. Điều này được gây ra bởi việc hít phải các mầm bệnh này ảnh hưởng đến hệ hô hấp của một người hoặc thậm chí phần còn lại của cơ thể. Tắc nghẽn xoang, ho và đau họng là những ví dụ về tình trạng viêm đường hô hấp trên do các tác nhân trong không khí này. Ô nhiễm không khí đóng một vai trò quan trọng trong các bệnh trong không khí có liên quan đến hen suyễn. Các chất ô nhiễm được cho là ảnh hưởng đến chức năng phổi bằng cách tăng chứng viêm không khí.
Nhiều bệnh nhiễm trùng thông thường có thể lây lan qua đường truyền trong không khí ít nhất là trong một số trường hợp, bao gồm: bệnh than (hít phải), thủy đậu, cúm, sởi, đậu mùa, Cryptococcosis và lao.